# Советский район (Ханты-Мансийский автономный округ)
Сове́тский райо́н — административно-территориальная единица и муниципальное образование (муниципальный район) Ханты-Мансийского автономного округа — Югры в составе Тюменской области России.
Административный центр — город Советский.

## География
Советский район расположен в западной части Ханты-Мансийского автономного округа — Югры, на границе его со Свердловской областью. Данный участок границы является также частью границы Западно-Сибирского и Уральского экономических районов России.
Советский район расположен в Западной Сибири, на Северо-Сосьвинской возвышенности. Южная часть района выходит за пределы Кондинской низменности.
Советский район со всех сторон окружает город окружного значения Югорск, а также граничит:
- с другими районами того же Ханты-Мансийского автономного округа — Югры:
  - на севере — с Берёзовским,
  - на востоке — с Октябрьским,
  - на юго-востоке — с Кондинским;
- на юго-западе и западе — с административно-территориальной единицей «город Ивдель» соседней Свердловской области.

Расстояние между городами Советским и Ханты-Мансийском — 340 километров; расстояние от Советского до Москвы — 1752 километра.
Площадь Советского района — 29 940,36 км², что составляет приблизительно 5,6 % от общей площади Ханты-Мансийского автономного округа — Югры и 2,04 % от площади Тюменской области в целом. Район крупнее таких республик России, как Чувашия (18,3 тыс. км²), Мордовия (26,2 тыс. км²), Марий Эл (23,2 тыс. км²), крупнее многих областей России: Владимирской (29,0 тыс. км²), Курской (29,8 тыс. км²), Тульской (25,7 тыс. км²), Белгородской (27,1 тыс. км²) и других. Советский район соизмерим по площади со следующими государствами: Молдова (33 тыс. км²), Бельгия (30,5 тыс. км²), Армения (29,8 тыс. км²).
Гидрографическая сеть района относится к бассейнам рек Северная Сосьва и Конда.
Советский район приравнен к районам Крайнего Севера. Расположен в часовой зоне МСК+2.

## История
Образован на основании Указа Президиума Верховного Совета РСФСР от 15 февраля 1968 года в составе Ханты-Мансийского национального округа. В район вошли рабочие посёлки: Комсомольский, Пионерский, Советский (из Кондинского района).
Решениями облисполкома:
- от 3 октября 1968 — посёлок Зеленоборск отнесен к категории рабочих посёлков;
- от 16 декабря 1971 — образован Коммунистический сельсовет;
- от 10 февраля 1972 — образован Таёжный сельсовет;
- от 29 октября 1974 — образован Агиришский сельсовет;
- от 26 октября 1976 — посёлок Таёжный отнесен к категории рабочих посёлков; Таёжный сельсовет упразднен; образован Алябьевский сельсовет;
- от 22 февраля 1982 — к категории рабочих посёлков отнесены посёлки Агириш и Коммунистический, соответствующие сельсоветы упразднены;
- от 24 июня 1986 — посёлок Малиновский отнесен к категории рабочих посёлков.

## Население
| 2002    | 2009    | 2010    | 2011    | 2012    | 2013    | 2014    |
| ------- | ------- | ------- | ------- | ------- | ------- | ------- |
| 44 720  | ↗47 544 | ↗48 059 | ↘48 045 | ↗48 113 | ↗48 248 | ↗48 275 |
| 2015    | 2016    | 2017    | 2018    | 2019    | 2020    | 2021    |
| ↗48 498 | ↗48 678 | ↗48 715 | ↘48 460 | ↘48 154 | ↘47 620 | ↘47 011 |

### Урбанизация
Городское население (город Советский и посёлки городского типа Агириш, Зеленоборск, Коммунистический, Малиновский, Пионерский, Таёжный) составляет 94,03 %  населения района.

## Муниципально-территориальное устройство
Муниципальный район включает 8 муниципальных образований нижнего уровня, в том числе 7 городских поселений и 1 сельское поселение:
| №        | Муниципальное образование | Административный центр | Количество населённых пунктов | Население (чел.) | Площадь (км²) |
| -------- | ------------------------- | ---------------------- | ----------------------------- | ---------------- | ------------- |
| 1e-06    | Городское поселение       |                        |                               |                  |               |
| 1        | Агириш                    | пгт Агириш             | 1                             | ↘1638            | 57,79         |
| 2        | Зеленоборск               | пгт Зеленоборск        | 1                             | ↘1778            | 31,51         |
| 3        | Коммунистический          | пгт Коммунистический   | 1                             | ↘1515            | 31,39         |
| 4        | Малиновский               | пгт Малиновский        | 2                             | ↘2796            | 58,31         |
| 5        | Пионерский                | пгт Пионерский         | 1                             | ↘4267            | 86,22         |
| 6        | Советский                 | город Советский        | 1                             | ↗31 138          | 388,90        |
| 7        | Таёжный                   | пгт Таёжный            | 1                             | ↘1668            | 48,82         |
| 7.000002 | Сельское поселение        |                        |                               |                  |               |
| 8        | Алябьевский               | посёлок Алябьевский    | 1                             | ↘2211            | 53,22         |

## Населённые пункты
В районе 9 населённых пунктов, в том числе 7 городских (из них 1 город и 6 посёлков городского типа) и 2 сельских:
| № | Населённый пункт | Тип     | Население | Муниципальное образование            |
| - | ---------------- | ------- | --------- | ------------------------------------ |
| 1 | Агириш           | пгт     | ↗578      | городское поселение Агириш           |
| 2 | Алябьевский      | посёлок | ↘2211     | сельское поселение Алябьевский       |
| 3 | Зеленоборск      | пгт     | ↘1778     | городское поселение Зеленоборск      |
| 4 | Коммунистический | пгт     | ↘1515     | городское поселение Коммунистический |
| 5 | Малиновский      | пгт     | ↘2202     | городское поселение Малиновский      |
| 6 | Пионерский       | пгт     | ↘4267     | городское поселение Пионерский       |
| 7 | Советский        | город   | ↗31 138   | городское поселение Советский        |
| 8 | Таёжный          | пгт     | ↘1668     | городское поселение Таёжный          |
| 9 | Юбилейный        | посёлок | ↘594      | городское поселение Малиновский      |

### Упразднённые населённые пункты
- В 2004 году упразднён посёлок Мансийский[18].
- В 2017 году упразднён посёлок Нюрих, располагавшийся на межселенной территории, в связи с отсутствием в нём зарегистрированного в установленном порядке и постоянно проживающего населения[19];
- В 2023 году упразднён посёлок Тимкапауль, располагавшийся на межселенной территории, в связи с отсутствием в нём зарегистрированного в установленном порядке и постоянно проживающего населения[20].

## Персоналии
- Бревин, Александр Михайлович (1920—2003) — Герой Социалистического Труда, Почётный гражданин Советского района.